# Kypello Ellados 2005-2006
La Coppa di Grecia 2005-2006 è stata la 64ª edizione del torneo. La competizione è iniziata il 20 agosto 2005 ed è terminato il 10 maggio 2006. L'Olympiacos ha vinto il trofeo per la ventiduesima volta, battendo in finale l'AEK Atene.

## Primo turno
La partita si è giocata il 21 agosto 2005.
| Squadra 1          | Risultato | Squadra 2       |
| ------------------ | --------- | --------------- |
| Atsalenios Iraklio | 2 – 1     | Agios Dimitrios |

## Secondo turno
Le partite sono state giocate il 20, il 21 e il 24 agosto 2005.
| Squadra 1               | Risultato         | Squadra 2           |
| ----------------------- | ----------------- | ------------------- |
| Ptolemaida-Lignitorichi | 0 – 1             | Anagennīsī Karditsa |
| Lamia                   | 1 – 2             | Ethnikos Pireo      |
| Acaia                   | 1 – 2             | Asteras Tripolīs    |
| Keratsini               | 0 – 0 (2 – 4 dtr) | Doxa Dramas         |
| Panaitōlikos            | 1 – 1 (6 – 7 dtr) | Eolikos Mytilenes   |
| AE Giannina             | 1 – 4             | Enosi Thrakis       |
| PAS Giannina            | 3 – 0             | Apollōn Smyrnīs     |
| Thyella Patrasso        | 4 – 1             | Ionia Chania        |
| Chalkis                 | 1 – 1 (2 – 4 dtr) | Panthrakikos        |
| Agrotikos Asteras       | 6 – 2             | Vyzas               |
| Diagoras                | 3 – 0             | Thermaïkos Thermi   |
| Polykastro              | 2 – 0             | Atsalenios Iraklio  |
| Pierikos                | 3 – 0             | Messiniakos         |
| Kavala                  | 3 – 0             | Rodos               |
| Trikala                 | 2 – 1             | Acharnaïkos         |
| Anagennisi Arta         | 2 – 1             | Kozani              |

## Terzo turno
Le partite sono state giocate il 31 agosto e il 1 settembre 2005.
| Squadra 1           | Risultato         | Squadra 2        |
| ------------------- | ----------------- | ---------------- |
| Anagennīsī Karditsa | 0 – 4             | Īlisiakos        |
| Ethnikos Pireo      | 6 – 1             | Proodeftikī      |
| Asteras Tripolīs    | 1 – 0             | Chaïdari         |
| Doxa Dramas         | 0 – 1             | Panachaïkī       |
| Eolikos Mytilenes   | 1 – 2             | Nikī Volo        |
| Enosi Thrakis       | 2 – 1             | Kalamata         |
| PAS Giannina        | 2 – 0             | Kerkyra          |
| Thyella Patrasso    | 1 – 1 (3 – 5 dtr) | GAS Veria        |
| Panthrakikos        | 2 – 1             | Arīs Salonicco   |
| Agrotikos Asteras   | 3 – 1             | Kastoria         |
| Diagoras            | 1 – 1 (4 – 5 dtr) | Panserraïkos     |
| Polykastro          | 0 – 5             | Ergotelīs        |
| Pierikos            | 2 – 2 (3 – 4 dtr) | Olympiakos Volos |
| Kavala              | 1 – 2 (dts)       | Panīleiakos      |
| Anagennisi Arta     | 2 – 3             | Thrasyvoulos     |
| Trikala             | 0 – 2             | Ethnikos Asteras |

## Quarto turno
Le partite sono state giocate il 26 e il 27 ottobre e l'8, il 9 e il 10 novembre 2005.
| Squadra 1         | Risultato         | Squadra 2          |
| ----------------- | ----------------- | ------------------ |
| Īlisiakos         | 0 – 2             | Egaleo             |
| Ethnikos Pireo    | 1 – 1 (4 – 2 dtr) | Kallithea          |
| Asteras Tripolīs  | 0 - 0 (2 – 3 dtr) | Apollōn Kalamarias |
| Panachaïkī        | 1 – 1 (4 – 2 dtr) | Īraklīs            |
| Nikī Volo         | 1 – 1 (3 – 2 dtr) | OFI Creta          |
| Enosi Thrakis     | 0 – 0 (4 – 5 dtr) | Ionikos            |
| PAS Giannina      | 0 – 3             | AEK Atene          |
| GAS Veria         | 0 – 2             | Skoda Xanthi       |
| Panthrakikos      | 2 – 2 (5 – 6 dtr) | Akratītos          |
| Agrotikos Asteras | 1 – 1 (5 – 4 dtr) | PAOK               |
| Panserraïkos      | 0 – 1             | Larissa            |
| Ergotelīs         | 1 – 0             | Panathīnaïkos      |
| Olympiakos Volos  | 0 – 2             | Paniōnios          |
| Panīleiakos       | 0 – 4             | Olympiacos         |
| Thrasyvoulos      | 2 – 0             | Atromītos          |
| Ethnikos Asteras  | 1 – 0             | Levadeiakos        |

## Ottavi di finale
Le partite sono state giocate il 20, il 21 e il 22 dicembre 2005.
| Squadra 1         | Risultato | Squadra 2          |
| ----------------- | --------- | ------------------ |
| Thrasyvoulos      | 0 – 2     | Olympiacos         |
| Larissa           | 0 – 0     | Apollōn Kalamarias |
| AEK Atene         | 1 – 1     | Ethnikos Pireo     |
| Agrotikos Asteras | 2 – 0     | Ergotelīs          |
| Ethnikos Asteras  | 2 – 1     | Paniōnios          |
| Ionikos           | 1 – 4     | Nikī Volo          |
| Skoda Xanthi      | 1 – 0     | Panachaïkī         |
| Akratītos         | 0 – 0     | Egaleo             |

Rigiocate
| Squadra 1          | Risultato         | Squadra 2 |
| ------------------ | ----------------- | --------- |
| Apollōn Kalamarias | 1 – 2             | Larissa   |
| Ethnikos Pireo     | 1 – 1 (3 – 4 dtr) | AEK Atene |
| Egaleo             | 1 – 1 (5 – 6 dtr) | Akratītos |

## Quarti di finale
Le partite sono state giocate il 31 gennaio, il 1, 2, 7, 8, 9 e 22 febbraio 2006.
| Squadra 1        | Totale | Squadra 2         | Andata | Ritorno |
| ---------------- | ------ | ----------------- | ------ | ------- |
| Larissa          | 2 - 0  | Akratītos         | 1 - 0  | 1 - 0   |
| Ethnikos Asteras | 1 - 5  | Agrotikos Asteras | 1 - 1  | 0 - 4   |
| Olympiacos       | 2 - 1  | Skoda Xanthi      | 1 - 1  | 1 - 0   |
| Nikī Volo        | 0 - 2  | AEK Atene         | 0 - 0  | 0 - 2   |

## Semifinali
Le partite sono state giocate il 21 e il 22 marzo e il 12 aprile 2006.
| Squadra 1  | Totale | Squadra 2         | Andata | Ritorno |
| ---------- | ------ | ----------------- | ------ | ------- |
| Olympiacos | 4 – 1  | Larissa           | 3 – 1  | 1 - 0   |
| AEK Atene  | 3 - 1  | Agrotikos Asteras | 3 – 0  | 0 - 1   |

## Finale
| Arbitro: | Vasilis Terovitsas (Etolia-Acarnania) |

|                                               |           |  |
| Konstantinou 61’ Ivić 70’ (aut.) Castillo 90’ | Marcatori |  |